# کلوم بلو
دنیل جیمز کلوم بلو (به انگلیسی: Daniel James Callum Blue) (متولد ۱۹ آگوست ۱۹۷۷) یک بازیگر انگلیسی است. او در مجموعه تلویزیونی اسمالویل در نقش ژنرال زاد بازی کرده‌است. بلو بازیگری را از سال ۱۹۹۹ شروع کرد. از فیلم‌های دیگر او می‌توان به سرود کریسمس با حضور جیم کری و قسمت دوم فیلم خاطرات پرنسس در کنار آن هاتاوی اشاره کرد.
او همچنین در مجموعه تودورها بازی کرده‌است.